# I Remember You (jazzstandard)
I Remember You is een jazzstandard uit 1942 met muziek van Victor Schertzinger en tekst van Johnny Mercer.
Jimmy Dorsey & his Orchestra namen het lied op voor Decca op 10 december 1941. In januari 1942 werd het geïntroduceerd in de film The Fleet's In, gezongen door Dorothy Lamour, in harmonie met Bob Eberly en Helen O'Connell, en met het orkest van Jimmy Dorsey. Schertzinger, die ook meeschreef aan de andere liederen, was eveneens de regisseur van de film.
Volgens de TCM-documentaire Johnny Mercer: The Dream's On Me, zou Mercer het lied hebben geschreven voor Judy Garland, op wie hij verliefd was. Hij gaf het aan haar de dag nadat ze trouwde met David Rose. Enkele bekende vertolkingen van I Remember You zijn die van Ella Fitzgerald op Sings the Johnny Mercer Songbook, Chet Baker op Sings and Plays en Charlie Parkers opname voor het Savoy label in 1948.

## Bekende opnames
- Chet Baker - Chet Baker Sings and Plays With Bud Shank, Russ Freeman and Strings (1955)
- The Beatles - Live! at the Star-Club in Hamburg, Germany; 1962 (1977)
- Tony Bennett  -  The Art of Romance (2004)
- Björk Guðmundsdóttir - Venus as a Boy single (1993)
- June Christy - The Song Is June! (1958)
- Doris Day - Day By Day (1956)
- John Denver - One World (1986)
- Tal Farlow - Jazz Masters 41
- Ella Fitzgerald - Ella Fitzgerald Sings the Johnny Mercer Songbook (1964)
- Four Freshmen - Four Freshmen And Five Trombones (1955)
- Art Garfunkel - Some Enchanted Evening (2007)
- Frank Ifield (1962 als single een nummer 1-hit in het Verenigd Koninkrijk)
- Lee Konitz - Motion (1961)
- Diana Krall - The Look of Love (2001)
- Shaun Micallef - His Generation (2009)
- George Michael - Songs from the Last Century (1999)
- Bette Midler & James Caan - For the Boys (1991)
- Sue Raney - When Your Lover Has Gone (1958)
- Jeri Southern - The Very Thought Of You: The Decca Year, 1951-1957
- The SuperJazz Big Band of Birmingham (2001)
- Sarah Vaughan - Snowbound (1963), Live in Japan (1973)
- Dinah Washington - What a Diff'rence a Day Makes! (1959)
- Slim Whitman  - Traveling Man (1966)

## NPO Radio 2 Top 2000
I Remember You (Frank Ifield) stond alleen in 2000 in de NPO Radio 2 Top 2000, op plek 1967.